# Vetenskapsåret 1715

## Händelser
- Brook Taylors Methodus Incrementorum Directa et Inversa lägger till en ny gren till matematiken om finita differenser.
- Brook Taylor publicerar sin Essay on Linear Perspective, som diskuterar principerna bakom perspektiv och flyktpunkt.
- John Harrison uppfinner en klocka som bara behöver dras upp en gång i veckan.
- Den första erkända brandsläckaren uppfinns.

### Astronomi
- 3 maj - En total solförmörkelse inträffade över södra England, Sverige och Finland.
- Okänt datum - Edmond Halley föreslår att nebulosor är moln av interstellär gas.

### Geologi
- Okänt datum - Edmond Halley föreslår användningen av saltsjöars salinitet för att bestämma Jordens ålder.[1]

## Födda
- 3 april - William Watson (död 1787), engelsk läkare.
- 22 april - Jonas Meldercreutz (död 1785), svensk matematiker.
- 22 september - Jean-Étienne Guettard (död 1786), fransk läkare.
- 8 oktober - Michel Benoist (död 1774), fransk vetenskapsman.
- 13 november – Dorothea Erxleben (död 1762), tysk läkare.
- 23 november - Pierre Charles Lemonnier (död 1799), fransk astronom.

## Avlidna
- 19 januari - Nicolas Lémery (född 1645), fransk kemist.
- 17 februari - Antoine Galland (född 1646), fransk arkeolog.
- Mars - William Dampier (född 1651), engelsk upptäcktsresande.
- 16 augusti - Raymond Vieussens (född 1635), fransk anatomist.
- 24 september - Wilhelm Homberg (född 1652), fransk-nederländsk kemist.
- 15 oktober - Humphry Ditton (född 1675), engelsk matematiker.
- Thomas Savery (född 1650), engelsk uppfinnare.

### Fotnoter
1. ↑  Jackson, Patrick Wyse (2006). The Chronologers' Quest: The Search for the Age of the Earth. Cambridge University Press. sid. 61. ISBN 0-521-81332-8 Edmund Halleys originalskrift kallades "A Short Account of the Cause of the Saltness of the Ocean, and of the Several Lakes That Emit no Rivers; With a Proposal, by Help Thereof, to Discover the Age of the World."